# Groß-Schweinbarth
Groß-Schweinbarth är en ort och kommun  i Österrike. Den ligger i distriktet Gänserndorf i förbundslandet Niederösterreich, 30 km nordost om huvudstaden Wien.